# Triple saut masculin aux championnats du monde d'athlétisme en salle 2012
Navigation
2010 2014
Le concours du triple saut masculin des championnats du monde en salle 2012 a lieu les 10 et 11 mars 2010 dans l'Ataköy Athletics Arena d'Istanbul, en Turquie. Il est remporté par l'Américain Will Claye.

## Records et performances

### Records
Les records du triple saut hommes (mondial, des championnats et par continent) étaient avant les championnats 2012, les suivants :
| Record du monde           | Teddy Tamgho    | France     | 17,92 m | Paris        | 6 mars 2011     |
| Record des championnats   | Teddy Tamgho    | France     | 17,90 m | Doha         | 14 mars 2010    |
| Record d'Afrique          | Ajayi Agbebaku  | Nigeria    | 17,00 m | Dallas       | 30 janvier 1982 |
| Record d'Asie             | Oleg Sakirkin   | Kazakhstan | 17,09 m | Moscou       | 27 février 1993 |
| Record d'Amérique du Nord | Aliecer Urrutia | Cuba       | 17,83 m | Sindelfingen | 1er mars 1997   |
| Record d'Amérique du Sud  | Jadel Gregório  | Brésil     | 17,56 m | Moscou       | 12 mars 2006    |
| Record d'Europe           | Teddy Tamgho    | France     | 17,92 m | Paris        | 6 mars 2011     |
| Record d'Océanie          | Andrew Murphy   | Australie  | 17,20 m | Lisbonne     | 9 mars 2001     |

### Bilans mondiaux
Les bilans mondiaux avant la compétition étaient :
| 1 | Will Claye        | États-Unis | 17,63 m |
| 2 | Daniele Greco     | Italie     | 17,24 m |
| 2 | Fabrizio Donato   | Italie     | 17,24 m |
| 4 | Christian Taylor  | États-Unis | 17,21 m |
| 5 | Benjamin Compaoré | France     | 17,14 m |
| 6 | Lyukman Adams     | Russie     | 17,04 m |
| 6 | Yuriy Kovalev     | Russie     | 17,04 m |
| 8 | Alexis Copello    | Cuba       | 17,02 m |
| 9 | Dong Bin          | Chine      | 17,01 m |
| 9 | Cao Shuo          | Chine      | 17,01 m |

## Résultats

### Finale
| Rang               | Athlète           | Pays       | Essais  | Essais  | Essais  | Essais  | Essais  | Essais  | Marque  | Notes |
| Rang               | Athlète           | Pays       | 1       | 2       | 3       | 4       | 5       | 6       | Marque  | Notes |
| ------------------ | ----------------- | ---------- | ------- | ------- | ------- | ------- | ------- | ------- | ------- | ----- |
| Médaille d'or      | Will Claye        | États-Unis | 16,89 m | x       | x       | 17,70 m | 17,63 m | 17,53 m | 17,70 m | WL    |
| Médaille d'argent  | Christian Taylor  | États-Unis | 17,63 m | x       | 17,02 m | 17,29 m | 17,05 m | 17,20 m | 17,63 m | SB    |
| Médaille de bronze | Lyukman Adams     | Russie     | 16.98 m | x       | x       | x       | 17,36 m | x       | 17,36 m | PB    |
| 4                  | Fabrizio Donato   | Italie     | 16,99 m | 17,28 m | x       | -       | -       | -       | 17,28 m | SB    |
| 5                  | Daniele Greco     | Italie     | x       | 16,95 m | x       | 16,93 m | x       | 17,28 m | 17,28 m | PB    |
| 6                  | Benjamin Compaoré | France     | 17,05 m | x       | x       | x       | x       | x       | 17,05 m |       |
| 7                  | Alexis Copello    | Cuba       | 16,92 m | x       | x       | x       | 16,64 m | x       | 16,92 m |       |
| 8                  | Dong Bin          | Chine      | 14,64 m | 16,41 m | 16,75 m | 16,51 m | x       | 16,48 m | 16,75 m |       |

### Qualifications
La marque de qualification est fixée à 17,00 m ou au minimum les 8 premiers athlètes.
| Rang | Athlète            | Pays       | 1er essai | 2e      | 3e      | Meilleur | Notes |
| ---- | ------------------ | ---------- | --------- | ------- | ------- | -------- | ----- |
| 1    | Christian Taylor   | États-Unis | 17,39 m   | -       | -       | 17,39 m  | Q, SB |
| 2    | Fabrizio Donato    | Italie     | 17,07 m   | -       | -       | 17,07 m  | Q     |
| 3    | Lyukman Adams      | Russie     | x         | 16,67 m | 17,04 m | 17,04 m  | Q, SB |
| 4    | Will Claye         | États-Unis | 16,84 m   | 17,01 m | -       | 17,01 m  | Q     |
| 5    | Daniele Greco      | Italie     | 15,82 m   | 16,94 m | 16,83 m | 16.94 m  | q     |
| 6    | Dong Bin           | Chine      | 16,64 m   | 16,63 m | 16,94 m | 16,94 m  | q     |
| 7    | Alexis Copello     | Cuba       | x         | 16,90 m | -       | 16,90 m  | q     |
| 8    | Benjamin Compaoré  | France     | 16,46 m   | 16,73 m | 16,81 m | 16,81 m  | q     |
| 9    | Arnie David Giralt | Cuba       | x         | 16,71 m | 16,56 m | 16,71 m  |       |
| 10   | Jefferson Sabino   | Brésil     | 16,67 m   | x       | 16,22 m | 16,67 m  | SB    |
| 11   | Marian Oprea       | Roumanie   | 16,58 m   | x       | x       | 16,58 m  |       |
| 12   | Sheryf El-Sheryf   | Ukraine    | 15,58 m   | x       | 16,25 m | 16,25 m  |       |
| 13   | Samyr Lainé        | Haïti      | 15,63 m   | 15,74 m | 16,06 m | 16,06 m  |       |
| —    | Tosin Oke          | Nigeria    |           |         |         | DNS      |       |

## Légende
Records et Performances
- AR : Record continental (area record)
- CR : Record des championnats (championship record)
- MR : Record du meeting (meet record)
- NR : Record national (national record)
- OR : Record olympique (olympic record)
- PR : Record paralympique (paralympic record)
- PB : Record personnel (personal best)
- SB : Meilleure performance personnelle de la saison (season's best)
- WL : Meilleure performance mondiale de l'année (world leader)
- WJR : Record du monde junior (world junior record)
- WR : Record du monde (world record)

Circonstances et Conditions
- DNF : N'a pas terminé (did not finish)
- DNS : N'a pas pris le départ (did not start)
- DQ : Disqualification (disqualification)
- NM : Aucun essai valable enregistré (No Mark)
- Q : Qualifié « directement » au prochain tour (ou à la prochaine compétition), lors d'une compétition majeure, grâce au classement ou à la réalisation des minima (automatic qualifier)
- q : Qualifié au prochain tour (ou à la prochaine compétition), lors d'une compétition majeure, grâce au repêchage ou à la réalisation de l'une des meilleures performances parmi celles des « non qualifiés directement » (grâce au meilleur temps ou à la meilleure distance par exemple) (secondary qualifier)